# Eolidioïdeus
Els eolidioïdeus (Aeolidioidea) són una superfamília de mol·luscs gastròpodes nudibranquis marins del clade Aeolidida.

## Taxonomia
La superfamília Aeolidioidea inclou sis famílies:
- Aeolidiidae Gray, 1827
- Facelinidae Bergh, 1889
- Glaucidae Gray, 1827
- Piseinotecidae Edmunds, 1970
- Pleurolidiidae Burn, 1966
- Unidentiidae Millen & Hermosillo, 2012

Sinònims d'aquestes famílies:
- Caloriidae (sinònim de la subfamília Facelininae)
- Cratenidae (sinònim de la subfamília Crateninae)
- Herviellidae (sinònim de la subfamília Herviellinae)
- Myrrhinidae (sinònim de la subfamília Favorininae)
- Phidianidae (sinònim de la subfamília Facelininae)
- Pteraeolidiidae (sinònim de la subfamília Pteraeolidiinae)
- Spurillidae (sinònim de la subfamília Aeolidiidae)